# 羅曼史之神
《羅曼史之神》，是日本女創作歌手廣瀨香美的第3張單曲。1993年12月1日發行。是她的成名曲和代表作之一。

## 簡介
是廣瀨香美的第3張個人單曲，作為滑雪用品製造商Alpen的廣告歌，其高亢的聲線、歌唱時十足的感染力引起轟動。總共五週佔據Oricon公信榜單曲週榜冠軍，並成為1994年上半年的單曲冠軍。1994年全年銷量僅次於Mr.Children的《innocent world》，是日本年度單曲銷量第2位，總銷量達170萬以上。
這首單曲的巨大成功使廣瀨躍居為一線女歌手，也使她得到「冬之女王」的的稱號，儘管這首歌的歌詞內容和冬天沒多大關係。以後每年廣瀨冬天都會發行唱片，而且很多都會成為Alpen的廣告代言歌曲。
至今這首歌仍然是日本聖誕節和冬季假期期間的定番歌曲，也是眾多滑雪場播放音樂的首選之一。

## 收錄曲目
1. 羅曼史之神（ロマンスの神様）
作詞、作曲：廣瀨香美；編曲：廣瀨香美、小西貴雄
2. na na na…
作詞、作曲：廣瀨香美；編曲：廣瀨香美、小西貴雄
3. 羅曼史之神（Original Karaoke）
4. na na na…（Original Karaoke）